# МІСіС
Національний дослідницький технологічний університет МІСІС — російський технічний університет; перший ВНЗ у країні, який отримав статус «Національного дослідницького технологічного університету». До складу НІТУ МІСІС входить 8 інститутів та 6 філій — чотири в Росії та два за кордоном. В університеті близько 22 000 студентів, 25 % студентів — це громадяни з 85 країн світу.